# Memphis Facula
La Memphis Facula è un palinsesto, ovvero un cratere fantasma, presente sulla superficie di Ganimede, il più grande dei satelliti di Giove. Il suo diametro è di circa 360 km. La regione è stata battezzata dall'Unione Astronomica Internazionale con riferimento a Menfi, capitale dell'Antico Regno dell'Egitto.
È situata nella parte sud-occidentale della Galileo Regio. Sebbene attualmente quasi piatta, è il resto di un gigantesco cratere d'impatto le cui pareti sono crollate e il cui fondo si è sollevato. 
La morfologia della Memphis Facula e di altre faculae fa ritenere che la crosta ghiacciata di Ganimede avesse all'epoca dell'impatto uno spessore di circa 10 km e che fu perforata dall'impatto permettendo agli strati fluidi sottostanti di riempire e livellare il cratere.